# Ванда Сайкс
Ванда Сайкс (англ. Wanda Sykes нар. 7 березня 1964) — американська акторка, комікеса, сценаристка, письменниця й телепродюсерка.
Володарка премії «Еммі» за сценарій до «Шоу Кріса Рока». У 2004 році журнал «Entertainment Weekly» назвав її однією з 25 найсмішніших людей в Америці.
Відома за роллю Барб в серіалі «Нові пригоди старої Крістін» та шоу «Стримай свій ентузіазм». У листопаді 2009 року на каналі Fox запустила власне шоу «Шоу Ванди Сайкс».
У кіно Сайкс відома за ролями в стрічках «Якщо свекруха — монстр», «Моя супер-колишня», «Еван Всемогутній» і озвучуванням мультфільмів «Лісова братва», «Роги і копита», «Братик ведмедик 2», «Ріо», «Льодовиковий період 4: Континентальний дрейф».

## Біографія
Народилася в Портсмуті (Вірджинія), у сім'ї Гаррі Сайкса, полковника Армії США, і Маріон Луїзи, банкірки. Виросла у Вашингтоні.
Закінчила середню школу Арундел в Гамбріллсі (Меріленд) і університет Гемптон, де здобула ступінь бакалавра маркетингу. Після закінчення коледжу вступила на роботу співробітниці з закупок в Агентство національної безпеки, у якому пропрацювала п'ять років.
У 1991—1998 роках Сайкс була одружена з продюсером Дейвом Голом.
У листопаді 2008 року Сайкс зробила камінг-аут як лесбійка. Місяцем раніше Сайкс одружилася зі своєю партнеркою Алекс, з якою познайомилася у 2006 році. У 2009 пара завела двох дітей.
19 вересня 2011 року на «Шоу Елен Дедженерес» Сайкс розповіла, що у неї була діагностована карцинома — неінвазивний тип раку молочної залози. Сайкс була призначена двостороння мастектомія — видалення обох грудей.

## Кар'єра
Свою кар'єру Ванда Сайкс почала в 1987 році, виступаючи перед аудиторією в «Coors Light Super Talent Showcase» у Вашингтоні. У 1992 році вона переїжджає в Нью-Йорк. Її перша велика робота була в «Камеді клубі Кароліни» разом з Крісом Роком. У 1997 році Ванда приєдналася до групи авторів «Шоу Кріса Рока», а також сама неодноразово виступала на шоу. Авторський колектив чотири рази був номінований на премію «Еммі».
У 2003 році Сайкс знялася в невеликій ролі в ситкомі «Ванда по-особливому». У 2006 році вона отримала роль у комедійному серіалі «Нові пригоди старої Крістін». Також вона стала запрошеною зіркою в епізоді серіалу «Вілл і Грейс». В цьому ж році озвучила Стеллу в мультфільмі «Лісова братва», Бессі в «Рогах і копитах» та Інноко в «Братик ведмедик 2», і знялася в фільмах «Моя супер-колишня» та «Еван Всемогутній». У жовтні того ж року на каналі HBO було показали перший стенд-ап виступ Ванди під назвою «Wanda Sykes: Sick & Tired», що номінувалися на премію «Еммі».

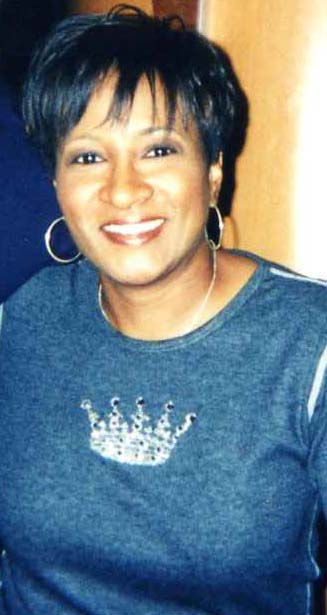
Ванда Сайкс у вересні 2004 року

У жовтні 2008 року Сайкс з'явилася в рекламній кампанії «Подумайте, перш ніж говорити», яка спрямована на припинення гомофобії в молодіжних спільнотах. У березні 2009 року було оголошено, що запускається суботнє «Шоу Ванди Сайкс», прем'єра якого відбулася 7 листопада 2009 року.
Прем'єра другого стенд-ап виступу «Wanda Sykes: I'ma Be» також відбулася на телеканалі НВО в жовтні 2009 року.

## Нагороди
Сайкс тричі була номінована на премію «Еммі», яку отримала в 1999 році в номінації «Найкращий сценарій вар'єте чи музичної комедії». У 2001 році вона отримала американську комедійну премію в номінації «Визначна жінка-комік». За роботу над власним шоу три рази отримувала премію «Еммі»: у 2002, 2004 і 2005 роках. У 2010 році вона отримала премію «GLAAD» за сприяння рівноправ'ю геїв і лесбійок.

## Фільмографія
| Рік  |    | Українська назва                             | Оригінальна назва                            | Роль             |
| ---- | -- | -------------------------------------------- | -------------------------------------------- | ---------------- |
| 1998 | ф  | Завтра ввечері                               | Tomorrow Night                               | Ванда            |
| 2000 | ф  | Божевільний професор 2: Сім'я Клампів        | Nutty Professor II: The Klumps               | Шанталь          |
| 2001 | ф  | Назад на землю                               | Down to Earth                                | Ванда            |
| 2001 | ф  |                                              | Biggie Shorty                                | Біггі Шорті      |
| 2005 | ф  | Якщо свекруха — монстр                       | Monster-in-Law                               | Рубі             |
| 2006 | мф | Пригоди братика кролика                      | The Adventures of Brer Rabbit                | Sister Moon      |
| 2006 | мф | Лісова братва                                | Over the Hedge                               | Стелла           |
| 2006 | ф  | Клерки 2                                     | Clerks II                                    | зла костюмерка   |
| 2006 | ф  | Моя супер-колишня                            | My Super Ex-Girlfriend                       | Карла Данкірк    |
| 2006 | мф | Роги і копита                                | Barnyard                                     | Бессі            |
| 2006 | мф | Братик Ведмедик 2                            | Brother Bear 2                               | Інноко           |
| 2006 | кф |                                              | CondomNation                                 | Лінда            |
| 2007 | ф  | Еван Всемогутній                             | Evan Almighty                                | Рита Деніелс     |
| 2007 | ф  | Ліцензія на шлюб                             | License to Wed                               | медсестра Борман |
| 2011 | мф | Ріо                                          | Rio                                          | Хлоя             |
| 2011 | ф  | Маппети                                      | The Muppets                                  | офіцер Етель     |
| 2012 | мф | Льодовиковий період 4: Континентальний дрейф | Ice Age: Continental Drift                   | бабуся Сіда      |
| 2013 | ф  | Припливи                                     | The Hot Flashes                              | Флорін Кларкстон |
| 2016 | мф | Льодовиковий період: Курс на зіткнення       | Ice Age: Collision Course                    | бабуся Сіда      |
| 2016 | ф  | Дуже погані матусі                           | Bad Moms                                     | доктор Карл      |
| 2017 | ф  | Дуже погані матусі 2                         | Bad Moms Christmas                           | доктор Карл      |
| 2017 | ф  | Безсоромна мандрівка                         | Snatched                                     | Рут              |
| 2018 | ф  | Ураган Б'янка: З Росії з ненавистю           | Hurricane Bianca: From Russia with Hate      | Prison Matron    |
| 2019 | мф | UglyDolls                                    | UglyDolls                                    | Wage             |
| 2019 | ф  | Весільний рік                                | The Wedding Year                             | Джанет/бабуся    |
| 2019 | ф  | Джексі                                       | Jexi                                         | Деніс            |
| 2020 | ф  |                                              | Friendsgiving                                | Fairy Gay Mother |
| 2021 | ф  | Дати дуба в окрузі Юба                       | Breaking News in Yuba County                 | Ріта             |
| 2024 | ф  | Сенді Щікс: Порятунок Бікіні Боттом          | Saving Bikini Bottom: The Sandy Cheeks Movie | Су Намі          |